# Knightdale
Knightdale ist eine Town im Wake County des US-Bundesstaates North Carolina. Die Einwohnerzahl beträgt 19.435 (Stand 2020). Knightdale ist Teil der Metropolregion Research Triangle.

## Geschichte
Benannt nach Henry Haywood Knight, einem lokalen Landbesitzer aus Wake County, der Land für die Errichtung eines Eisenbahndepots spendete, wurde die Stadt 1927 gegründet. In den 1960er Jahren verlagerte sich das wirtschaftliche Zentrum der Stadt vom Gebiet um das Eisenbahndepot zum U.S. Highway 64, der nördlich der Innenstadt von Knightdale verlief. Seit 1990 erlebte die Gemeinde einen bedeutenden Bevölkerungsboom, bekam 2004 eine eigene High School und 2006 eine neue Umgehungsstraße. Seit 2010 sind mehrere neue Einkaufszentren entlang der U.S. 64 (Knightdale Boulevard), der Hauptdurchgangsstraße durch die Stadt, entstanden. Ein großer Freizeitpark, der Knightdale Station Park, wurde 2013 östlich des alten Stadtzentrums als Teil einer Revitalisierungsmaßnahme eröffnet. 2018 wurde der Park um ein Amphitheater erweitert. Die Interstate 540 führt direkt durch die Stadt, bevor sie im Osten an der Interstate 87 endet, während die Interstate 87 (in Gleichzeitigkeit mit der US 64) entlang einer südlichen Umgehung verläuft.

## Demografie
Nach der Schätzung von 2019 leben in Knightdale 17.843 Menschen. Die Bevölkerung teilte sich im selben Jahr auf in 44,1 % Weiße, 44,1 % Afroamerikaner, 0,1 % amerikanische Ureinwohner, 1,8 % Asiaten und 3,0 % mit zwei oder mehr Ethnizitäten. Hispanics oder Latinos aller Ethnien machten 12,5 % der Bevölkerung aus. Das mittlere Haushaltseinkommen lag bei 69.684 US-Dollar und die Armutsquote bei 3,8 %.